# Петина (Велика Гориця)
Петина (хорв. Petina) — населений пункт у Хорватії, у Загребській жупанії у складі міста Велика Гориця.

## Населення
Населення за даними перепису 2011 року становило 213 осіб.
Динаміка чисельності населення поселення:

## Клімат
Середня річна температура становить 10,87 °C, середня максимальна – 25,56 °C, а середня мінімальна – -6,08 °C. Середня річна кількість опадів – 854 мм.
| Клімат поселення                              | Клімат поселення | Клімат поселення | Клімат поселення | Клімат поселення | Клімат поселення | Клімат поселення | Клімат поселення | Клімат поселення | Клімат поселення | Клімат поселення | Клімат поселення | Клімат поселення | Клімат поселення |
| Показник                                      | Січ.             | Лют.             | Бер.             | Квіт.            | Трав.            | Черв.            | Лип.             | Серп.            | Вер.             | Жовт.            | Лист.            | Груд.            |                  |
| Середній максимум, °C                         | 6,04             | 8,00             | 12,64            | 17,28            | 22,36            | 25,56            | 25,09            | 24,25            | 20,13            | 14,81            | 8,92             | 4,98             |                  |
| Середня температура, °C                       | −0,02            | 1,97             | 6,60             | 11,22            | 16,29            | 19,52            | 21,22            | 20,37            | 16,26            | 10,94            | 5,03             | 1,11             |                  |
| Середній мінімум, °C                          | −6,08            | −4,08            | 0,53             | 5,19             | 10,26            | 13,46            | 17,33            | 16,50            | 12,38            | 7,05             | 1,16             | −2,77            |                  |
| Норма опадів, мм                              | 50               | 47               | 56               | 66               | 75               | 92               | 75               | 87               | 81               | 81               | 84               | 60               |                  |
| Середньомісячна швидкість вітру, м/с          | 1.78             | 1.95             | 2.40             | 2.23             | 2.10             | 1.90             | 1.84             | 1.70             | 1.70             | 1.70             | 1.80             | 1.80             |                  |
| Середньомісячна сонячна радіація, кДж/м²·день | 4080             | 6869             | 10499            | 14962            | 19088            | 21021            | 21974            | 19221            | 14121            | 8716             | 4531             | 3312             |                  |
| --------------------------------------------- | ---------------- | ---------------- | ---------------- | ---------------- | ---------------- | ---------------- | ---------------- | ---------------- | ---------------- | ---------------- | ---------------- | ---------------- | ---------------- |
| Джерело:                                      |                  |                  |                  |                  |                  |                  |                  |                  |                  |                  |                  |                  |                  |